# Pottiales
Pottiales er en orden af mosser, der er udbredt over hele verden med omkring 1500 arter. Den omfatter fire familier, hvoraf den ene er repræsenteret i Danmark.
Alle medlemmer af denne orden er akrokarpe, med normalt oprette, kun lidt grenede stængler. Bladcellerne er for det meste rund-agtige og ofte stærkt papilløse. Sporehuset er opret med et peristom med 16 tænder, men peristomet kan også helt mangle.
| Danske familier |

- Pottiaceae

| Øvrige familier |

- Mitteniaceae
- Pleurophascaceae
- Serpotortellaceae